# Foixà
Foixà est une commune de la province de Gérone, dans la comarque de Baix Empordà, en Catalogne, en Espagne.

## Personnalités
- Jofre de Foixà, troubadour du XIIIe siècle.